# Mikael Fortelius

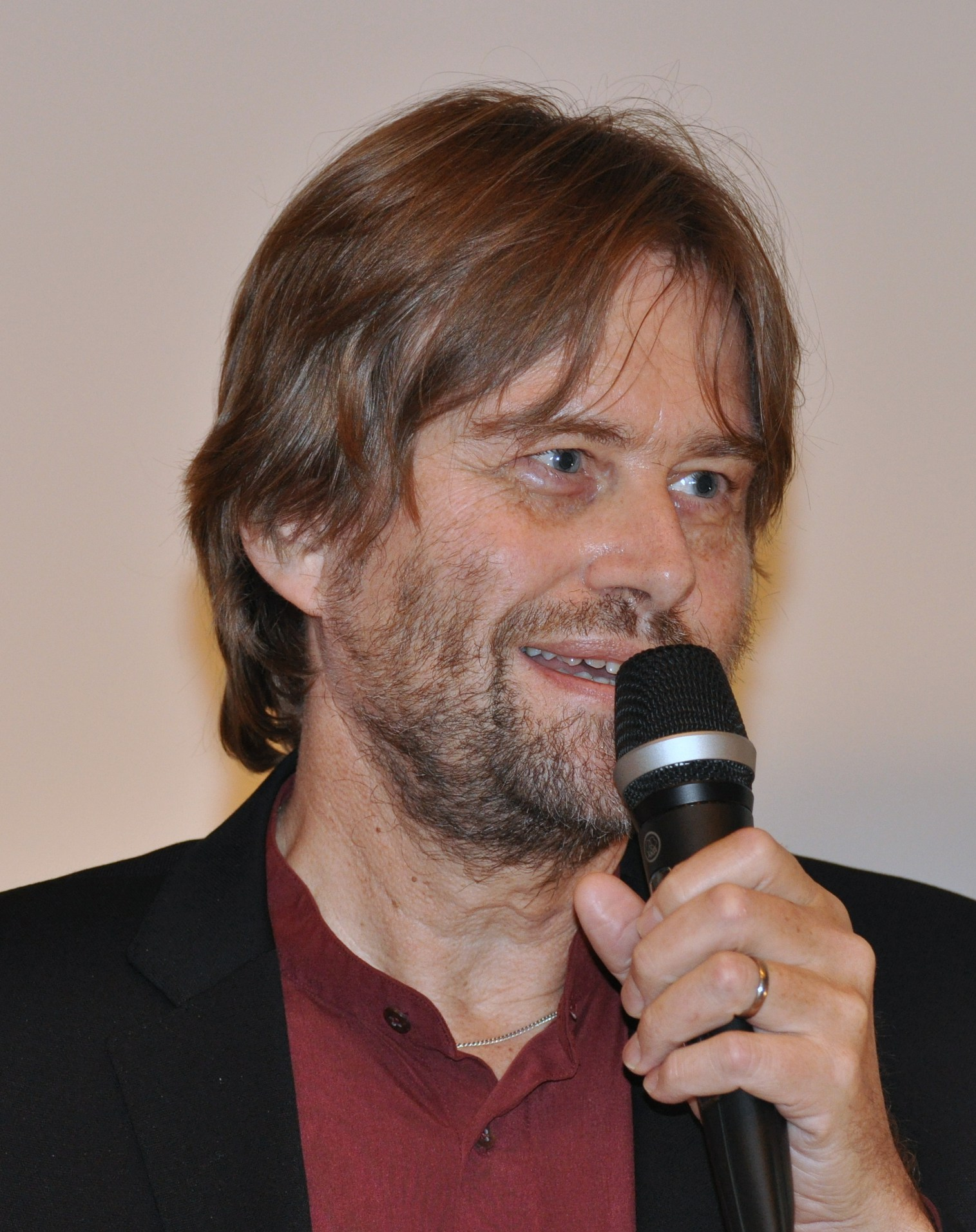
Mikael Fortelius

Hannu Lennart Mikael Fortelius, född 1 februari 1954 i Helsingfors, är en finländsk paleontolog.
Fortelius blev filosofie doktor 1985. Han var 1986–1996 docent i zoologisk paleontologi vid Helsingfors universitet och blev 1996 professor i ekologisk paleontologi. Hans forskning har kretsat främst kring fossilt tandmaterial. År 1996 blev han kallad till ledamot av Finska Vetenskaps-Societeten och år 2005  av Finska Vetenskapsakademien.